# Capocorb Vell

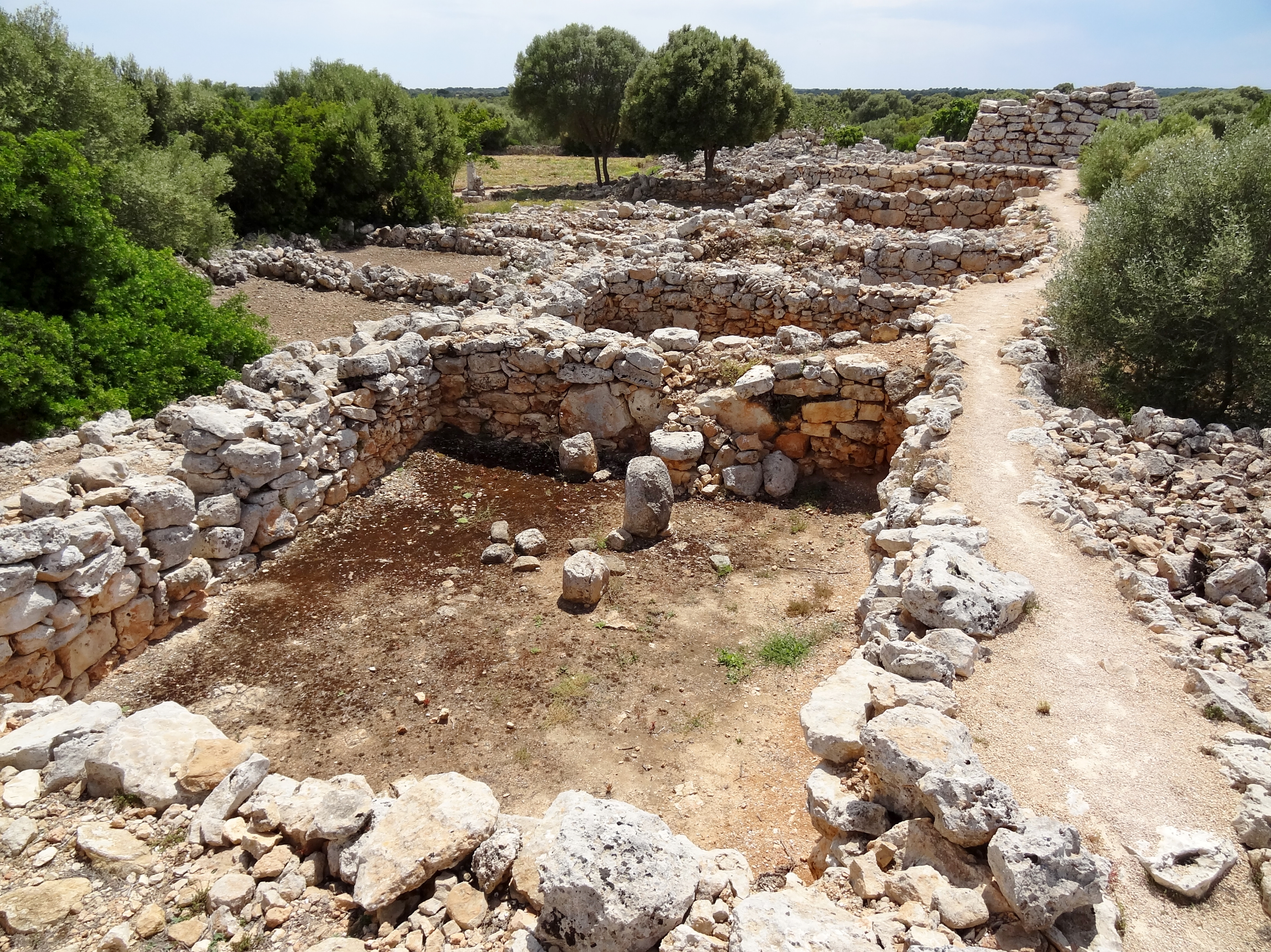
Habitaciones adosadas en el poblado talayótico de Capocorb Vell (Mallorca).

El poblado prehistórico de Capocorb Vell es uno de los yacimientos arqueológicos más monumentales de Mallorca,y se encuadra en la Cultura talayótica, aunque tuvo una perduración mucho más extensa, hasta entrada la Edad Media. Las ruinas alcanzan una extensión de medio kilómetro, donde hay cuatro talayots circulares, tres talayots cuadrados y un túmulo, todos alineados aproximadamente; y hay otro talayot circular fuera de la alineación (no todos los monumentos están en el área visitable). El estado de conservación de algunos de ellos es bastante bueno, llegando a una altura de casi siete metros.

## Descripción del yacimiento
A la entrada al yacimiento nos encontramos con un gran talayot circular y los restos de las construcciones que estaban adosadas a él. Su puerta está orientada hacia el suroeste, de espaldas al resto de las construcciones y, aparentemente, violando la norma de que los talayots de los poblados solían mirar hacia el interior de los mismos.
Detrás de este talayot, hay cuatro más, alineados de suroeste a nordeste. Los de los extremos son circulares, los dos de en medio son cuadrados y, entre estos, hay una serie de habitaciones rectangulares. Las habitaciones mejor conservadas tienen antecámaras cuyas puertas no están alineadas, lo que ha sido interpretado como una medida defensiva para evitar la penetración de proyectiles, ya fueran flechas o balas de honda.
Los dos talayots cuadrados tienen características poco típicas, pues fueron modificados en algún momento de su existencia. Sus portales de entrada fueron “elevados” para preservar la vista despejada hacia el sureste, al construir las habitaciones que tienen delante. El más sudoccidental tiene un túnel angosto que desciende en espiral hasta el nivel del suelo. Y en el más nororiental se aprecia, en su interior y al nivel del suelo, el portal original, cegado, que delata que las habitaciones de delante son posteriores. Además, su columna central fue modificada, convirtiéndola en un grueso muro que da a su cámara la forma de una “U”. 

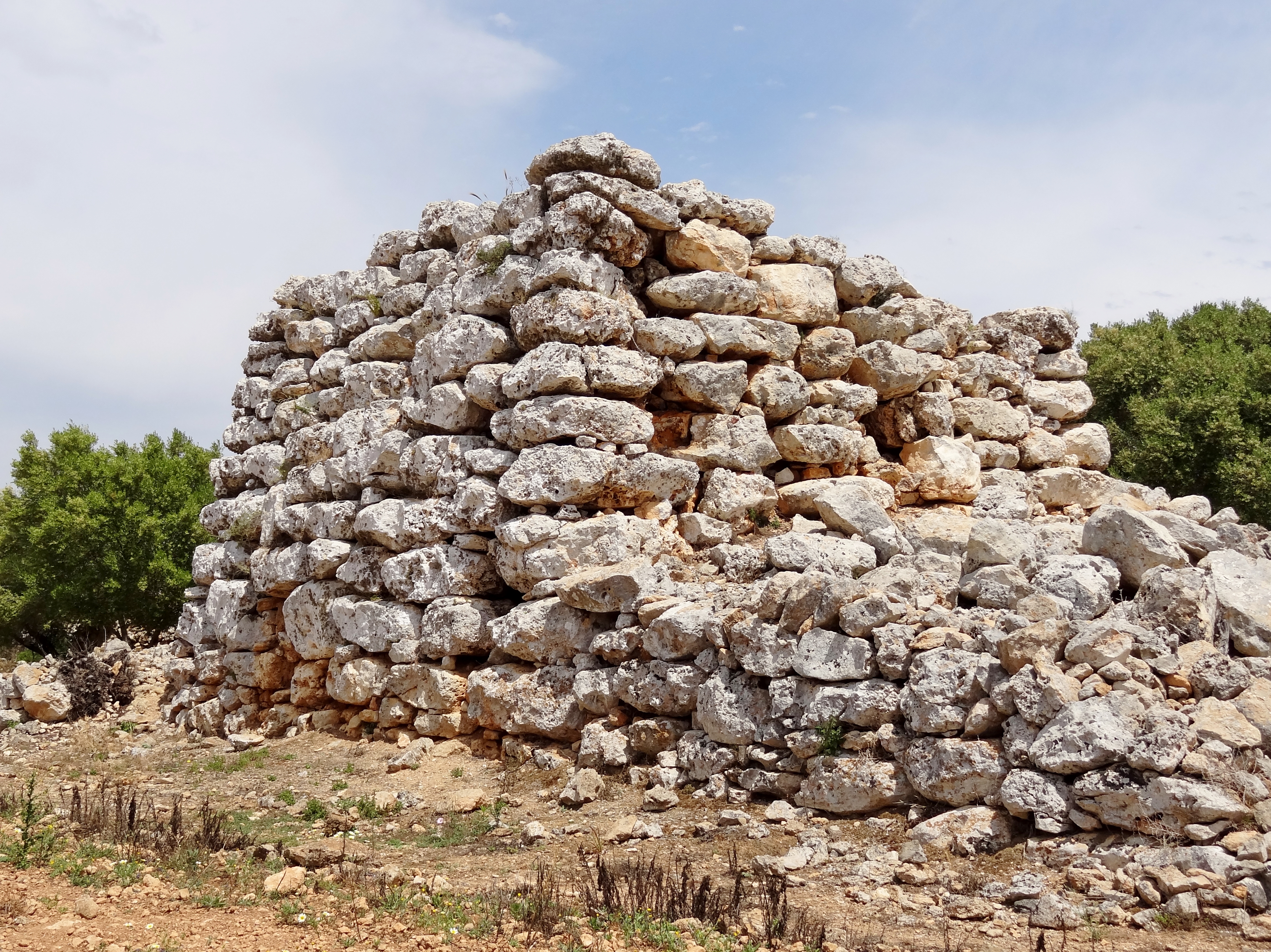
Uno de los talayots cuadrados del poblado (Mallorca).

Además de los cinco talayots mencionados, hay una amplia habitación que tuvo una perduración de más de un milenio, pues es uno de los edificios más antiguos del yacimiento. Está separada del resto de las construcciones, y su forma de herradura delata que, originalmente, pudo ser un santuario. Una serie de muretes añadidos posteriormente en su interior demuestran que su función cambió al de vivienda.

## Evolución cronológica
Lo que vemos ahora no es el poblado en sí, sino la evolución de su centro ceremonial anexo. El poblado talayótico, de principios del primer milenio a. C. (Edad de Hierro), debía estar entre el talayot situado cerca de la entrada actual (es el único que no está alineado con los demás) y las dos casas prediales que vemos a ambos lados de la carretera. En prospecciones de superficie se encontraron abundantes fragmentos de cerámica talayótica, que escasean al alejarse hacia las ruinas actuales. Como es habitual, las casas pudieron ser construidas aprovechando la abundancia de piedras que les brindaban las ruinas del poblado. Así, lo único que queda del poblado original es el talayot, cuyo portal estaría orientado hacia su interior. La desaparición del poblado original explica por qué lo que hoy se conoce como “poblado” no se parece a los poblados talayóticos típicos de Mallorca, que son de forma ovalada, con murallas de grandes lajas verticales, y no tienen talayots cuadrados en su interior.
Posteriormente, la construcción de las habitaciones rectangulares y las modificaciones extensivas a los talayots del centro ceremonial, apuntan a que este pudo haberse convertido en barrio exterior del poblado original, posiblemente en época Baleárica, entre el siglo V a. C. y la conquista romana. Además, las excavaciones y algunos hechos históricos, nos demuestran que siguió existiendo como núcleo de población hasta poco después de la conquista de las islas por los catalanes, cuando se estuvo cerca de fundar una villa sobre sus ruinas (hoy sería un pueblo más de Mallorca).

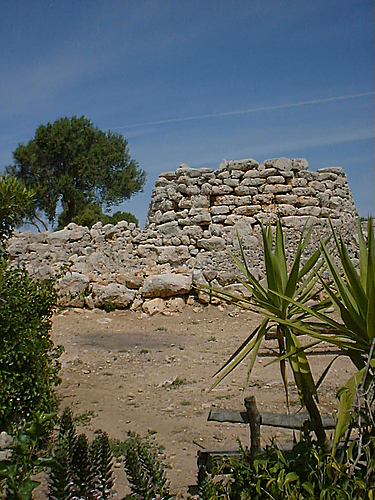
Uno de los talayots circulares del poblado (Mallorca).

## Interpretación del yacimiento
El centro ceremonial (lo que ahora llamamos poblado) es el más grande entre los centros similares que hay en la isla. Además, la aparente alineación de una serie de monumentos es habitual entre los más grandes, como ocurre en Son Olessa-Son Ferrandell (Valdemosa) o Son Fornés (Montuiri), este último también "reconvertido" a poblado baleárico. Estos centros se encontraban fuera de los propios poblados; los más pequeños delimitaban generalmente los territorios de poblados adyacentes, y los más grandes eran posiblemente utilizados para grandes eventos, a los que acudirían gentes de otros núcleos de la comarca.
Este centro ceremonial está justo al lado de una de las principales vías pecuarias de la isla, donde los pastores han venido iniciando, verano tras verano y desde tiempos inmemoriales hasta hace pocos años, la transhumancia hacia las montañas. Quizás este era el punto de reunión de los rebaños de la comarca sur, previo a la iniciación del camino en busca de los pastos frescos de la sierra norte de Mallorca.
Además, este centro ceremonial sería lugar de frecuentes celebraciones festivas que señalarían los hitos del ciclo económico y religioso: siembras, colectas, cacerías, así como solsticios, equinoccios, y rituales de paso de los adolescentes para ser adultos. A estas celebraciones no sólo acudirían los habitantes del poblado «poseedor» de dicho centro, sino también los de otros poblados. En estas celebraciones se dirimirían las posibles disputas y se propiciarían intercambios y tratos entre personas y familias. Estos eventos también servirían para que se conocieran jóvenes hombres y mujeres de distinta procedencia que, al emparejarse, fomentarían el intercambio sanguíneo, reduciendo así endogamia. Por tanto, quizás sea más apropiado imaginar este lugar como un gran bazar, con comerciantes, pastores, visitantes, y sacerdotes que, en las fechas de las festividades, le darían vida, paseando, haciendo trueques y entablando relaciones, y no sólo como un lugar destinado a las liturgias.